# 霍利特里 (阿拉巴馬州)
霍利特里（英語：Hollytree）是一個位於美國阿拉巴馬州傑克遜縣的非建制地區。該地的面積和人口皆未知。

## 地理
霍利特里的座標為34°47′56″N 86°15′12″W / 34.79888°N 86.25333°W，而該地的平均海拔高度為204米（即669英尺）。